# 持丸結美子
持丸 結美子（もちまる ゆみこ、1992年9月16日 - ）は、日本の元女子バレーボール選手。

## 来歴
神奈川県相模原市出身。八王子実践高校在学中はエースとして春の高校バレーなどで活躍した。
2011年4月にプレミアリーグ・パイオニアレッドウィングスに入団した。同期の森谷史佳、渡邉和香里らとともにルーキーイヤーの2011/12Vプレミアリーグでデビューした。
2013年10月の第68回国民体育大会バレーボール競技で山形県12年ぶりの優勝に大きく貢献した。
2014年5月のレッドウィングス廃部発表に伴い、同年6月28日にTwitterで引退を発表した。
その後、スポーツ用品店勤務を経て、ビーチバレーに転向。ジャパンビーチバレーボールツアーに出場した。
現在はパーソナルトレーナーを務めながらバレーボール普及活動を行っている。

## 所属チーム
- 相模原市立磯野台小学校（磯野台VBC）
- 八王子実践中
- 八王子実践高（2008-2011年）
- パイオニアレッドウィングス（2011-2014年）

## 個人成績
Vプレミアリーグレギュラーラウンドにおける個人成績は下記の通り。
| シーズン | 所属       | 出場 | 出場   | アタック | アタック | アタック | アタック | ブロック | ブロック | サーブ | サーブ | サーブ | サーブ | レセプション | レセプション | 総得点 | 備考 |
| -------- | ---------- | ---- | ------ | -------- | -------- | -------- | -------- | -------- | -------- | ------ | ------ | ------ | ------ | ------------ | ------------ | ------ | ---- |
| シーズン | 所属       | 試合 | セット | 打数     | 得点     | 決定率   | 効果率   | 決定     | /set     | 打数   | エース | 得点率 | 効果率 | 受数         | 成功率       | 総得点 | 備考 |
| 2011/12  | パイオニア | 21   | 76     | 95       | 22       | 23.2%    | %        | 3        | 0.04     | 157    | 7      | 4.46%  | 13.7%  | 200          | 44.5%        | 32     |      |
| 2012/13  | パイオニア | 28   | 61     | 5        | 0        | 0.0%     | %        | 0        | 0.00     | 86     | 0      | 0.00%  | 7.0%   | 47           | 46.8%        | 0      |      |
| 2013/14  | パイオニア | 28   | 33     | 55       | 12       | 21.8%    | %        | 0        | 0.00     | 53     | 0      | 0.00%  | 8.0%   | 85           | 42.4%        | 12     |      |
| 通算     | 通算       | 77   | 170    | 155      | 34       | 21.9%    | %        | 3        | 0.02     | 296    | 7      | 2.36%  | 10.7%  | 332          | 44.3%        | 44     |      |